# Куинсферри
Куи́нсферри (англ. Queensferry, валл. Y Fferi Isaf) город в Северном Уэльсе, графство Флинтшир. Расположен около реки Ди, на расстоянии около 6 км к западу от английского города Честер.
Население около 1 500 человек (2001 год).

## История
Название города происходит от паромов (англ. ferry — паром), которые ходили по реке Ди. Поселения на берегах реки стали называться Лоуэр-Ферри и Хайер-Ферри («Верхний Ферри» и «Нижний Ферри»). Годом основания считается 1737 год.
На коронацию короля Георга IV в 1820 году название Лоуэр-Ферри было изменено на Кингсферри, в 1837 году на коронацию королевы Виктории город стал называться Куинсферри. Хайер-Ферри сегодня называется Солтни (англ. Saltney).

## Достопримечательности
На реке Ди сооружен Юбилейный мост, известный также как Голубой мост.

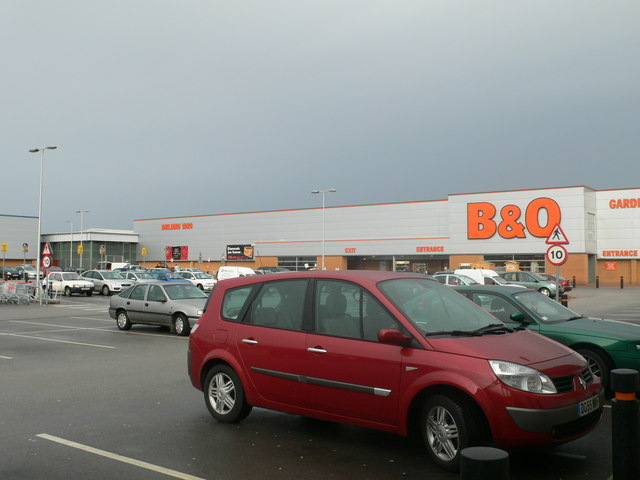
Малый ретейл парк (торговый центр) Куинсфери